# Geoffrey Jenkins
Geoffrey Jenkins (16. června 1920, Port Elizabeth – 7. listopadu 2001, Pretoria, Jihoafrická republika) byl jihoafrický spisovatel.

## Životopis
Jeho první vydanou knihou byl v roce 1959 román A Twist of Sand (česky vyšla kniha v překladu Josefa Justa pod názvem Zátoka smrti v nakladatelství Práce v roce 1976 v edici Románové novinky). V roce 1968 byl podle tohoto románu natočen režisérem Donem Chaffeyem film s Richardem Johnsonem a Honor Blackmanovou v hlavních rolích. Ian Fleming, tvůrce britského tajného agenta Jamese Bonda kdysi prohlásil, že: „Geoffrey Jenkins byl obdařen vrcholnou originalitou A Twist of Sand je nápaditá prvotina zahajující literární tradici vysoce originálních dobrodružství“. Po Flemigově smrti oznámil jeho vydavatel Glidrose Productionty, že v roce 1966 pověřil Jenkinse napsáním dalšího románu o Jamesi Bondovi. On sám prohlásil, že spolu s Flemigem rozvinul příběh o pašování diamantů v roce 1957, který dokončil pro nakladatelství pod názvem Per Fine Ounce, který ale nakladatelství odmítlo. Kopie tohoto rukopisu podle zpráv existuje u Ian Fleming Publications (dříve Glidrose Productionty) v archívu. Raymond Benson, čtvrtý oficiální autor Bondovek, jeho existenci před fanoušky žádajícími jeho vydání zatvrzele popírá. Některé zdroje tvrdí, že tato Jenkinsova kniha byla publikována pod názvem Kolonel Sun a vydána pod pseudonymem „Robert Markham“ užívaným Kingsley Amisem pro Flemingovské romány, což ale nebylo nikdy prokázáno. Na několika pracích s ním spolupracovala jeho manželka Eva Palmer (1916–1998). Před smrtí se Jenkins přestěhoval z Pretorie ke svému synovi Davidovi (1953) do Durbanu.

## Dílo
- A Twist of Sand (1959) – v roce 1968 zfilmováno (v české distribuci jako Stužka písku),[1] česky vyšlo pod názvem Zátoka smrti ve vydavatelství Práce 1976 Románové novinky
- The Watering Place of Good Peace (1960)
- A Grue of Ice (1962) v USA publikováno pod názvem The Disappearing Island
- The River of Diamonds (1964) – v roce 1990 zfilmováno s Fredym Maynem v hlavní roli (v české distribuci jako Řeka diamantů)[2]
- Hunter Killer (1966) pokračování osudů hlavního hrdiny románu A Twist of Sand
- Scend of the Sea (1971)
- A Cleft of Stars (1973)
- A Bridge of Magpies (1974)
- South Trap (1979)
- A Ravel of Waters (1981)
- The Unripe Gold (1983)
- Fireprint (1984)
- In Harm's Way (1986) – knihu v roce 1989 zfilmoval režisér Gray Hofmeyr pod názvem Dirty Games.[3] V hlavních rolích Jan-Michael Vincent, Valentina Vargas, Ronald France, Michael McGovern. Během vědecké inspekce na úložišti jaderného odpadu v Africe plánují teroristé krádež zařízení. Krásná dcera zavražděného vědeckého pracovníka chce zadržet brutální vrahy svého otce a zachránit ostatní členy mezinárodní delegace inspektorů. Ti si brzy uvědomí, že bezcitní teroristé chtějí vyhodit do povětří celý komplex.
- Hold Down a Shadow (1989)
- A Hive of Dead Men (1991)
- A Daystar of Fear (1993)